# فرایند پواسون

فرایند پواسون

فرایند پواسون (به انگلیسی: Poisson process) یک فرایند نقطه ای شمارشگر است که پیرامون وقوع رخدادهای تصادفی بر روی یک طول زمانی، یا یک فاصلهٔ مکانی تعریف می‌شود. در بررسی این فرایند زمان بین دو پیشامد متوالی را یک توزیع نمایی مشخص می‌کند و بازه‌های زمانی مجزا مستقل از هم در نظر گرفته می‌شوند. از این فرایند برای مدل‌سازی واپاشی رادیواکتیو، تماس‌های تلفنی و انتقال داده از سایتهای اینترنتی استفاده می‌شود. فرایند پواسون فرایند پیوسته در زمان است. همان‌طور که فرایند برنولی را گسسته در زمان نامید.

## نامگذاری
تعریف رسمی آن فرایند نقطه‌ای پواسون (به انگلیسی:Poisson Point Process (PPP)) است؛ اما معمولاً کلمه نقطه‌ای ادا نمی‌شود؛ در حالی که ممکن است یک بعدی نباشد، باید کلمه نقطه‌ای با صفحه‌ای یا فضایی جایگزین و ادا شود.
به علاوه؛ چون فرایند معمولاً اشاره به نوعی تکامل است، کلمه حوزه بجای فرایند بکار می‌رود.
چون پیشامدهای تصادفی مورد این مبحث هستند، آن را تحلیل تصادفی نیز نامیده‌اند.

## تعریف ریاضی
به فرایند شمارشگر {\displaystyle \{N(t);t\geqslant 0\}} فرایند پواسون با نرخ {\displaystyle \lambda >0}, گفته می‌شود اگر که داشته باشیم:
- {\displaystyle N(0)=0}
- فرایند افزایشی مستقل باشد.
- تعداد رویدادهای اتفاق افتاده در بازهٔ زمانی به طول {\displaystyle \tau } به صورت پواسون توزیع شده‌است و میانگین {\displaystyle \lambda \tau } دارد. در واقع برای تمام {\displaystyle t}ها، به ازای {\displaystyle \tau \geqslant 0}

{\displaystyle Pr\{N(t+\tau )-N(t)=k\}={\frac {e^{-\lambda \tau }(\lambda \tau )^{k}}{k!}}\qquad k=0,1,\ldots ,}
از مورد سوم داریم :
{\displaystyle \operatorname {E} [N(\tau )]=\lambda \tau }
که در واقع توضیح می‌دهد که چرا نرخ فرایند است.

## انواع

### همگن
فرایند همگن پواسون با پارامتر λ مشخص می‌شود که به نوعی شدت را نشان می‌دهد. تعداد پیشامدها در یک بازه زمانی (t, t + τ] از توزیع پواسون با پارامتر λτ پیروی می‌کند.
{\displaystyle P[(N(t+\tau )-N(t))=k]={\frac {e^{-\lambda \tau }(\lambda \tau )^{k}}{k!}}\qquad k=0,1,\ldots ,}
که N در این رابطه N(t + τ) - N(t) = k تعداد پیشامدها را در بازه زمانی نشان می‌دهد(t, t + τ].
همان‌طور که یک متغیر تصادفی با توزیع پواسون را با پارامتر λ مشخص می‌شود، فرایند پواسون همگن نیز با پارامتر λ مشخص می‌شود که امید ریاضی تعداد پیشامدها را در واحد زمان نشان می‌دهد.

## ناهمگن
در حالت کلی پارامتر λ می‌تواند با زمان تغییر کند و با (λ(t نمایش داده می‌شود. در این صورت به این فرایند، فرایند ناهمگن پواسون می‌گویند.
امید ریاضی تعداد پیشامدها در بازه زمانی a تا b را با رابطه
{\displaystyle \lambda _{a,b}=\int _{a}^{b}\lambda (t)\,dt.}
محاسبه می‌کنند. در نتیجه تعداد پیشامدها در این بازه زمانی که برابر است با (N(b) − N(a از توزیع پواسون با پارامتر λa,b قابل محاسبه است.
{\displaystyle P[(N(b)-N(a))=k]={\frac {e^{-\lambda _{a,b}}(\lambda _{a,b})^{k}}{k!}}\qquad k=0,1,\ldots .}
در واقع فرایند همگن پواسون حالت خاصی از فرایند ناهمگن پواسون است.

### فرایند فضایی
یکی از انواع مهم فرایند پواسون، فرایند فضایی پواسون است. در این فرایند اگر فضا را یک بعدی (خط) در نظر گرفته شود تفاوت آن با فرایند پواسون وابسته به زمان در تفسیر متغیر شاخص آن است. اما اگر ابعاد بالاتری از این فرایند در نظر گرفته شود در این صورت متغیر شاخص فضای برداری مانند R2 یا R3 خواهد بود. متغیرهای تصادفی که در زیرفضاهای بدون اشتراک تعداد پیشامدها را می‌گیرند، توزیع پواسون مستقل از هم دارند.
لازم است بدانیم جمع دو متغیر تصادفی مستقل با توزیع پواسون نیز متغیر تصادفی با توزیع پواسون خواهد بود و پارامتر آن برابر مجموع پارامترهای دو توزیع اولیه است.

### فضا-زمان
این نوع از فرایندهای پواسون وابسته هر دو مقدار فضا و زمان است. می‌توان در عمل با پارامتر در نظر گرفتن هر کدام از فضا و زمان در این فرایند آن را مانند فرایند زمانی یا فضایی مورد بررسی قرار داد. در اکثر مواقع این فرایند در زمان و فضا جداگانه بررسی می‌شود.
در مقایسه با فرایند ناهمگن پواسون، در این فرایند پارامتر λ وابسته به فضا نیز هست و به شکل {\displaystyle \lambda (x,t)} نمایش داده می‌شود که x در آن عضو فضای برداری V است. اگر λ نبست به هر دوی فضا و زمان ثابت باشد تعداد پیشامدهای اتفاق افتاده در یک ناحیه را می‌توان با فرایند پواسون مدل‌سازی کرد. اگر برای هر مجموعه {\displaystyle S\subset V} با اندازه متناهی {\displaystyle \mu (S)} تعداد پیشامدهای اتفاق افتاده در S باشد داریم
{\displaystyle \lambda _{S}(t)=\int _{S}\lambda (x,t)\,d\mu (x).}

## ویژگی‌ها
فرایند همگن پواسونی با پارامتر λ در نظر بگیرید. اگر Tk متغیر تصادفی برای نمایش زمان اتفاق افتادن kامین پیشامد باشد. واضح است که تعداد پیشامدهای قبل از زمان t کمتر از k است اگر و فقط اگر Tk کوچکتر از t باشد. اگر احتمال این پیشامدها با هم برابر باشد
{\displaystyle P(T_{k}>t)=P(N(t)<k)\,}
زمانی که منتظر اولین پیشامد هستیم را در نظر بگیرید. این زمان از t بزرگتر است اگر و فقط اگر تعداد پیشامدهای اتفاق افتاده قبل از زمان t 0 باشد. با ترکیب این مقدار و احتمال ذکر شده در بالا در بازه ثابت داریم
{\displaystyle P(T_{1}>t)=P(N(t)=0)=P[(N(t)-N(0))=0]={\frac {e^{-\lambda t}(\lambda t)^{0}}{0!}}=e^{-\lambda t}.}
همان‌طور که دیده زمان انتظار اولین پیشامد توزیع نمایی با پارامتر λ دارد و در نتیجه بدون حافظه است. می‌توان نشان داد این رابطه برای زمان میان هر دو پیشامد متوالی نیز برقرار است. اگر بازه‌های زمان بین دو پیشامد متوالی را در نظر بگیریم با توجه به عدم اشتراک این بازه‌ها متغیرهای تصادفی با توزیع یکسان و از هم مستقل خواهند بود که مقدار امید ریاضی هر کدام برابر λ-1 است.
برای مثال اگر ۵دقیقه = λ باشد متوسط مدت زمانی که منتظر هستیم تا یک پیشامد بعد از یک پیشامد دیگر اتفاق بیفتد ۰٫۲ دقیقه خواهد بود.